# La Bañeza
La Bañeza é um município da Espanha na província de León, comunidade autónoma de Castela e Leão, de área 19,8 km² com população de 11358 habitantes (2008) e densidade populacional de 515,38 hab/km².

## Demografia
| Variação demográfica do município entre 1991 e 2004 | Variação demográfica do município entre 1991 e 2004 | Variação demográfica do município entre 1991 e 2004 | Variação demográfica do município entre 1991 e 2004 |
| --------------------------------------------------- | --------------------------------------------------- | --------------------------------------------------- | --------------------------------------------------- |
| 1991                                                | 1996                                                | 2001                                                | 2004                                                |
| 10046                                               | 10492                                               | 10190                                               | 10117                                               |